# Hugo Donellus

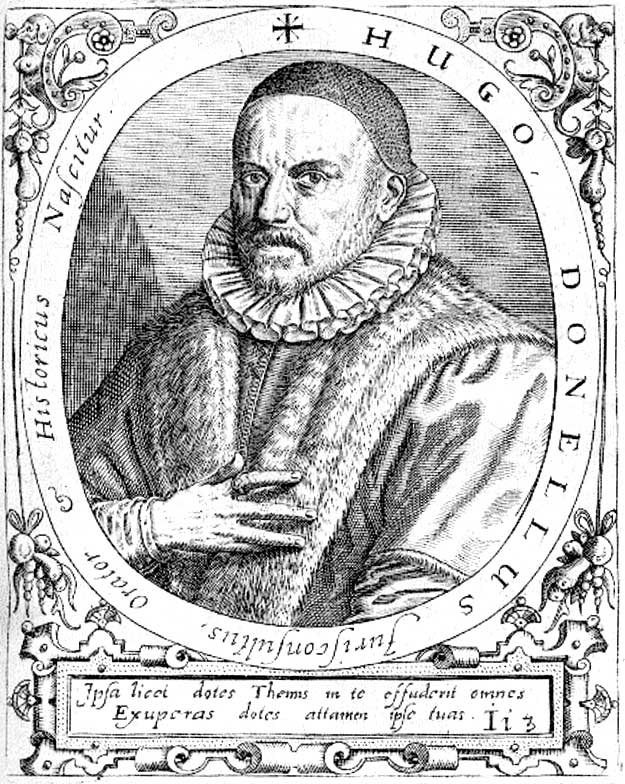
Hugo Donellus

Hugo Donellus eller Doneau, född 23 december 1527, död 4 maj 1591, var en fransk jurist.
Donellus blev 1551 professor i Bourges, och måste som ivrig kalvinist efter Bartolomeinatten 1572 fly till Genève. Han blev 1575 professor i Heidelberg, 1579 i Leiden samt 1588 vid Altdorfs universitet. Donellus var sin tids främst rättsvetenskapliga systematiker och begreppsdanare. Hans huvudverk är Commentarii de jure civili (5 band, 1589 ff.) En ny upplaga i 16 band utgavs 1801-1834.

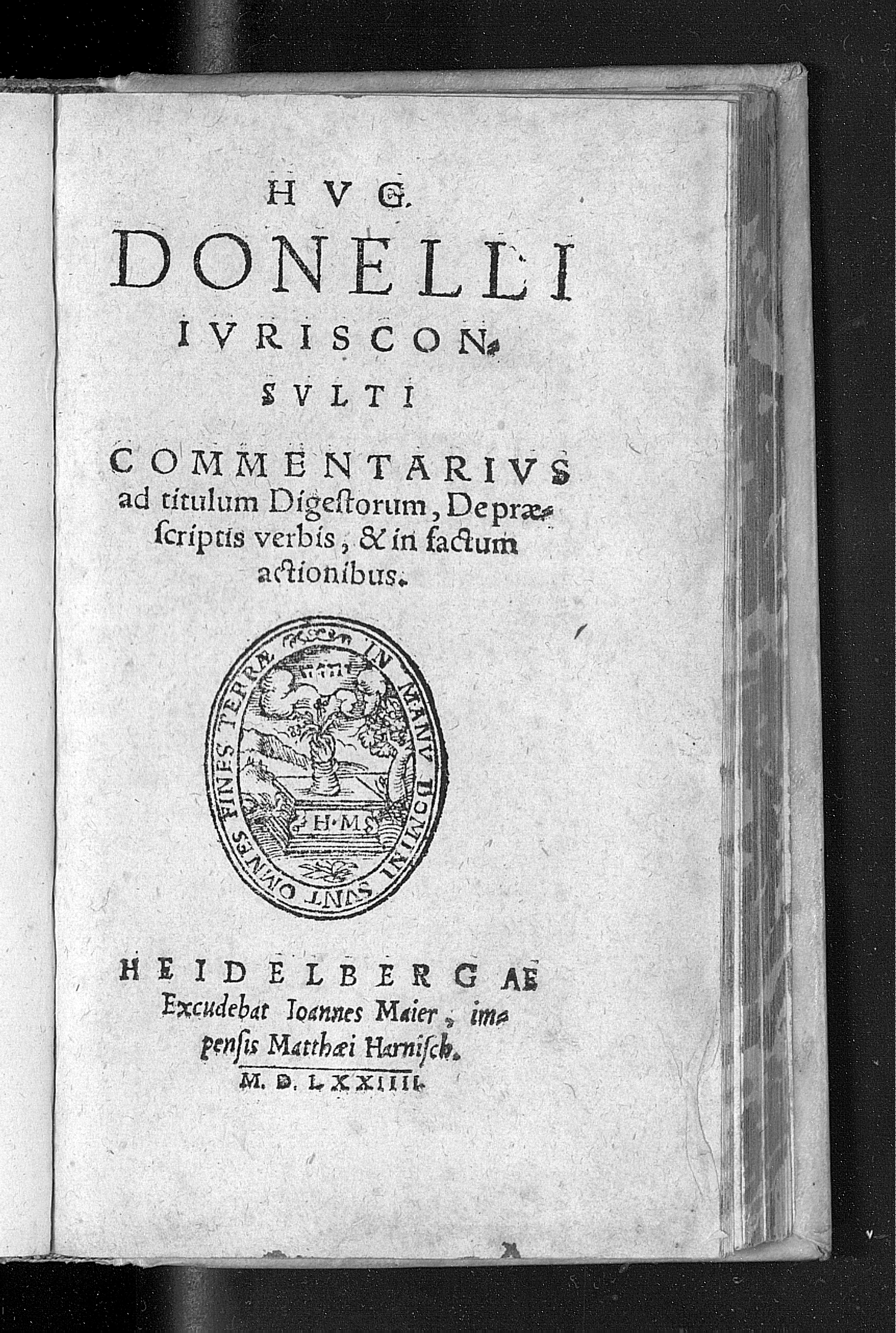
Commentarius ad titulum Digestorum De praescriptis verbis et in factum actionibus, 1574